# Cawdor (fuerte romano)

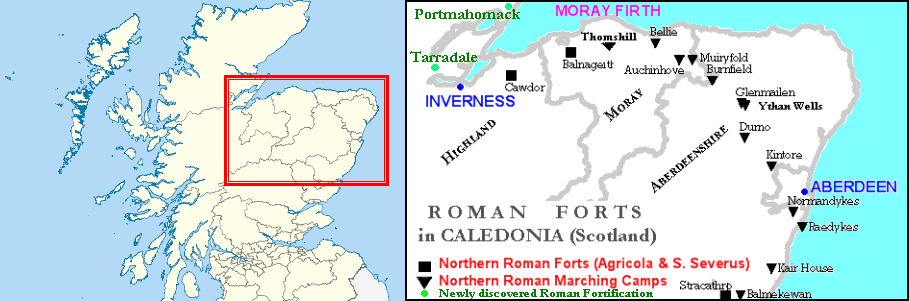
Ubicación del fuerte de Cawdor y otros emplazamientos romanos en Escocia.

El fuerte romano de Cawdor es una fortaleza romana situada cerca de la aldea escocesa de Galcantray, 10 kilómetros al este de Inverness. Es uno de los emplazamientos romanos más septentrionales de las islas británicas.

## Historia

### Descubrimiento
En 1984 se identificó, gracias a fotografías aéreas, que el sitio podía ser el emplazamiento de un fuerte romano, cercano al pueblo de Galcantray y próximo a la localidad escocesa de Cawdor. El sitio fue excavado entre 1984 y 1988 por los arqueólogos Jones y Daniels, confirmando que poseía varias características de una fortaleza romana de apoyo, fechada en el siglo I. Se han encontrado restos de tejas romanas, del tipo encontrado en la gran fortaleza de Pinnata Castra, lo que confirma la autenticidad de la fortificación. Jones afirmó en 1987 que era, sin duda, un fuerte romano de alrededor de 4 hectáreas, sede de una cohorte "quingenaria". Esto significa que el fuerte es la posición romana conocida situada más al norte en la actual Escocia, refutando la hipótesis de que los romanos no avanzaron más allá de las posiciones del Gask Ridge. De hecho, las legiones romanas de Julio Agrícola crearon una serie de fuertes, en su avance por el territorio de Caledonia (como era llamada la actual Escocia por los romanos) al norte de la Muralla de Antonino en torno a las actuales localidades de Ardoch, Strageath, Inchtuthil, Battledykes, Stracathro, Raedykes, Glenmaillen, Bellie y Balnageith, llegando hasta Cawdor. Casi todas estas fortalezas romanas fueron identificadas principalmente a través de reconocimientos aéreos realizados en las últimas décadas.

### Construcción
En el verano del año 84 Agrícola venció a los caledonios, liderados por Calgacus, en la Batalla de Mons Graupius, tras lo que prosiguió su avance hacia el norte. Si bien algunos autores consideran que la batalla se produjo cerca de Raedykes o Glenmailen, otros han propuesto Cawdor como escenario de la misma. Las pruebas de radiocarbono de material encontrado arrojan como posible fecha de construcción el período correspondiente a la campaña de Cneo Julio Agrícola. El fuerte fue desmantelado, según las investigaciones de Jones y Keillar, tras solo un año después de haberlo construido, apoyando la relación del fuerte con el avance y retirada de Agrícola en torno al año 83 u 84.